# 어맨다 플러머
어맨다 플러머(영어: Amanda Michael Plummer, 1957년 3월 23일 ~ )는 미국과 캐나다의 배우이다. 배우 크리스토퍼 플러머와 배우 태미 그라임스의 외동딸이다. 연극 《신의 아그네스》(1982) 공연을 통해 1982년 제36회 토니상 연극 부문 여우주연상을 받았다. 프라임타임 에미상을 총 세 차례 수상하였다.

## 출연 작품

### 영화
- 볼케이노 (1990)
- 피셔 킹 (1991)
- 펄프 픽션 (1994)
- 프리웨이 (1996)
- 밀리언 달러 호텔 (2000)
- 헝거 게임: 캣칭 파이어 (2013)
- 나이트 레이더스 (2021)

### 텔레비전
- 스타트렉: 피카드 (2023)